# Mario Eliud Mejía Hernández
Mario Eliud Mejía Hernández (Zamora, Michoacán, 30 de agosto de 1992). Compositor, pianista y productor mexicano. Dos veces ganador del Concurso de Composición para orquesta de cámara Arturo Márquez en sus ediciones 2019  y 2022, otorgado por la Sociedad de Autores y Compositores de México (SACM) y el Instituto Nacional de Bellas Artes y Literatura (INBAL).

## Trayectoria
Mario Eliud Mejía Hernandez nació el 30 de agosto de 1992 en la ciudad de Zamora, Michoacán, México. Inicia sus estudios musicales a la edad de 17 años en Morelia, siendo el piano su instrumento principal. Comienza sus estudios en el Conservatorio de las Rosas bajo la batuta de los maestros Alexander Pashkov (piano) y Horacio Uribe (composición). Más tarde ingresa a la Facultad de Bellas Artes de la Universidad Michoacana de San Nicolás de Hidalgo bajo la tutela pianística del maestro Mario Quiroz Alcántara y el Dr. Hebert Vázquez como maestro de composición.
En 2017 se muda a la ciudad de Puebla, Puebla para continuar con sus estudios de Licenciatura en Música en la Facultad de Artes de la Benemérita Universidad Autónoma de Puebla. Donde continúa estudiando piano bajo la tutoría del Mtro. Jaime Arellano y composición con el Dr. Gonzalo Macías y el Dr. Agustín Calabrese.
En 2022 comienza sus estudios de composición con el Mtro. Arturo Márquez gracias a la beca Cátedra Extraordinaria Arturo Márquez, otorgada por la Universidad Nacional Autónoma de México.
Cuenta con un gran número de clases magistrales con maestros como Mario Lavista, Wojciech Kocyan, Nicole Evaraert-Desmedt, Rogelio Riojas-Nolasco, Iván Naranjo, José-Luis Hurtado, Gleb Dobrushkin, Ludwig Carrasco, David Pérez Olmedo, Francois Dudín, Juan Pablo Contreras, Christian Gohmer, Luis Manuel Sánchez, Arturo Márquez, entre otros.
Ganador de diferentes preseas y reconocimientos locales, estatales y nacionales, entre los que destacan los siguientes: Cuatro veces becario del Programa de Apoyo a la Docencia, Investigación y Difusión de las Artes (PADID) del Centro Nacional de las Artes en sus ediciones 2012 a 2015; Ganador del primer lugar del concurso de composición “Reimaginar el futuro” convocado por la UNICEF en 2021 con su obra “Konetsintli”; Ganador de la Beca “Cátedra extraordinaria Arturo Márquez” en su edición 2022 convocada por la UNAM, Ganador de la presea “alumno destacado” por parte de la Benemérita Universidad Autónoma de Puebla durante 4 años consecutivos (2018-2022); ganador de la beca “Ecos Sonoros 2022” del CENART para la creación de su primer ópera, a estrenarse en 2023 en el Auditorio Blas Galindo; ganador del Concurso de Composición Orquestal "Morelia Ciudad Creativa de la Música 2024" y dos veces ganador del 1er lugar del Concurso Nacional de Composición “Arturo Márquez” en su edición 2019 con la obra “Animecha Kejtzitakua” y en 2022 con la obra “Culebra Calentana”, siendo el primer y único compositor en obtener esta distinción nacional en dos ocasiones.
Su música ha sido interpretada por orquestas de alto nivel en México, entre las que destacan la Orquesta Juvenil Universitaria Eduardo Mata, la Orquesta Mexicana de las Artes, la Orquesta Filarmónica Mexiquense, la Orquesta Sinfónica de la BUAP, la orquesta de cámara del Festival "El Aleph", la Orquesta Sinfónica de Michoacán, la Orquesta de Cámara de Bellas Artes, entre muchas otras agrupaciones.
Del mismo modo sus obras han sido presentadas en recintos como la Sala Nezahualcóyotl, el Auditorio del Complejo Cultural Universitario de la BUAP, el Centro Cultural Roberto Cantoral, la Sala de Conciertos "Elisa Carrillo", la Sala Principal del Palacio de Bellas Artes, el Auditorio Blas Galindo, entre otros.
Actualmente se dedica de tiempo completo a la composición de música de concierto, la docencia, así como al diseño sonoro y musicalización para producciones cinematográficas.

## Obras destacadas
- Eclosión Azul (2018) - Guitarra sola
- Gris Amanecer del Mar (2018) - Piano solo
- Eco Azul (2018) - Soprano y piano
- Nocturno sin Luna (2018) - Soprano y piano
- Suite Elemental (2019) - Piano y atmosferas sonoras
- Uauapu (2019) - Piano solo
- Ánimecha Kejtzïtakua (2019) - Orquesta Sinfónica[9]
- Tsïtsïki (2019) - Marimba y Vibráfono[10]
- CMXD (2020) - Soporte fijo y piano amplificado[11]
- Pasa el tiempo aquí (2020) - Piano amplificado
- Maruata (2021) - Guitarra y Saxofón soprano[12]
- Dosmilveinte (2021) - Trio de guitarras
- Konetsintli (2021) - Mezzosoprano y piano[13]
- Lágrimas de Mar (2022) - Orquesta de cámara[14]
- Culebra Calentana (2022) - Orquesta sinfónica[15]
- Hurakán: el corazón del cielo (2023) - Orquesta Sinfónica[16]

## Premios y distinciones
- Beneficiario del programa de Apoyo a la Docencia, Investigación y Difusión de las Artes / CENART 2012, 2013, 2014, 2015
- Ganador del Concurso de Composición "Ideas Pulsadas" con la obra "Eco Azúl" / BUAP - 2017
- Ganador del reconocimiento "Alumno destacado" / BUAP 2018, 2019, 2020, 2021
- Ganador del Concurso de Composición para Orquesta de Cámara "Arturo Márquez" / SACM-INBAL  2019
- Ganador del Concurso de Composición Reimaginar el Futuro / UNICEF 2021
- Ganador de la beca "Cátedra Extraordinaria Arturo Márquez" / UNAM 2022
- Ganador de la beca "Ecos Sonoros" / CENART 2022
- Ganador del Concurso de Composición para Orquesta de Cámara "Arturo Márquez" / SACM INBAL 2022
- Ganador del Reconocimiento a la trayectoria artística / Senado de la República 2023
- Ganador del Concurso de Composición Orquestal de Morelia / Gobierno de Michoacán-UNESCO 2023